# Pierres Frittes (Haute-Borne)

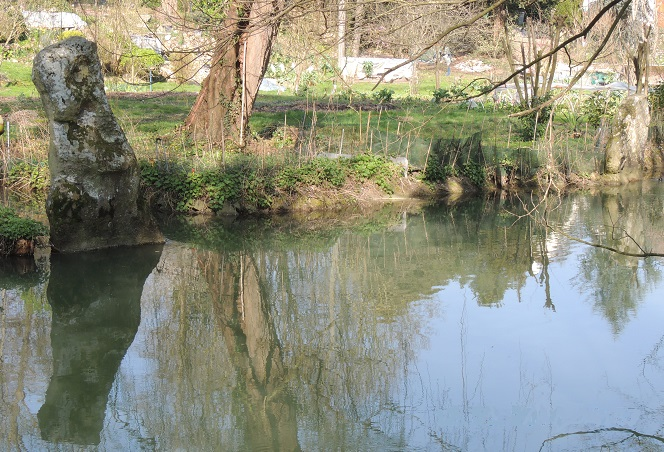
Steinreihe Pierres Frittes

Die megalithische Steinreihe Pierres Frittes bestehend aus drei Menhiren steht östlich von Brunoy im Nordosten des Département Essonne in Frankreich.
Die Steinreihe steht an den Rändern der Yerres, eines Nebenflusses der Seine. Etwa 750 Meter östlich liegt  eine andere ebenfalls als Pierres Frittes bezeichnete Steinreihe.
Der erste Menhir wird „la Haute-Borne à la Maîtresse“ genannt. Er ist etwa 2,75 m hoch und hat eine Breite zwischen 1,45 und 0,8 m bei einer Dicke von 0,5 m. Bei einer starken Flut fiel er ins Wasser, wurde aber um 1865 geborgen und mit einem Metallhaken befestigt. Der zweite Menhir, „le Gros Caillou“, liegt etwa 5,0 m vom ersten am Boden. Der dritte Menhir, 4,4 m vom vorherigen, ist 1,75 m hoch und 1,6 m breit und 0,6 m dick.
Die Steinreihe wurde 1977 als Monument historique eingestuft.